# 극대거성

청색 극대거성, 황색 극대거성, 적색 초거성, 적색 극대거성의 비교. 적색 극대거성은 우리 태양계 바깥에 놓여져 있다. 파란색 고리는 해왕성의 궤도를 의미한다.

극대거성(極大巨星, 영어: hypergiant)은 매우 큰 질량 손실률을 보이는 아주 밝은 별이다. 광도 분류로 0, 또는 Ia+이다.

## 특징
"극대거성"(hypergiant)이라는 용어는 흔히 정밀한 정의가 있음에도 불구하고 여태까지 발견된 것 중 가장 밝은 별들을 뭉뚱그려 일컫는 용어로 사용된다. 1956년, 천문학자 피스트 및 택커리는 절대등급이 Mv = -7 (MBol는 매우 차가운 별보다 매우 뜨거운 별일수록 커지는데, 예를 들면 B0 극대거성에 대해서는 적어도 -9.7 등급)보다 밝은 별들에 대해 초거성(super-supergiant, 후에 극대거성으로 바뀜)이라는 용어를 사용했다. 1971년, 키넌은 거대한 항성 대기나 상대적으로 큰 질량손실률을 의미하는, Hα선에서 적어도 하나의 넓은 방출선이 보이는 초거성에만 이 용어를 사용했다. 키넌의 기준은 오늘날 과학자들이 가장 많이 이용하는 것이다.  추가적으로 극대거성은 백조자리 P형 윤곽으로 유명한 뚜렷한 형태를 이루는, 스펙트럼선의 선폭증대 및 적색편이 특징을 가지고 있는 것으로 추정된다. 수소 방출선의 이용은 매우 차가운 극대거성을 정의하는데 유용하지가 않다. 그래서 이들은 질량손실의 발생이 유형의 특성상 거의 확실하기 때문에 크게 광도에 따라서 분류된다.
많은 천문학자들은 황색극대거성과 같이 명확히 정의된 특정 분류군을 제외하고는 극대거성이라는 용어를 잘 사용하지 않는다. 그래서 위키백과의 글에서 극대거성으로 정의되는 별을 표현하기 위해 사용되는 적색극대거성(RSG) 또는 B(e)형 초거성(방출 스펙트럼을 가진 청색초거성)이라는 용어가 흔히 보인다. 극대거성에 대한 MKK 광도분류로는 0이 있지만, 분광분류에서 드물게 보이는 편이다. 보통은 Ia-0, Ia+, 심지어 관측된 스펙트럼에만 근거한 Iae로 분류된다. 앞에서 언급한 바와 같이 적색극대거성은 추가적인 분광분류로 드물게 취급받는다. 매우 밝은 별에 대한 초기의 관측으로는 극대거성으로 정의하기에는 불충분하여, 대기의 불안정성 및 큰 질량손실을 나타내는 분광특징의 관측을 필요로 한다. 그래서 비극대거성인 초거성인데 동일한 분광형의 극대거성과 같거나 더 밝을 가능성이 상당하다.

## 형성
초기질량이 25 M☉ 이상인 별은 헤르츠스프룽-러셀 도표에서 청색초거성이 됨에 따라 광도가 약간 증가하면서 주계열에서 빠르게 멀어진다. 그러다 적색초거성이 되면서 거의 일정한 광도로 팽창하여 차가워지고, 외피층을 날려보냄으로써 수축하여 온도가 증가한다. 이들은 도표에서 좌우로 한 번 또는 여러차례 왕복한다. 여러차례 왕복하는 영역을 "청색고리"(blue loops)라고 하는데, 이 영역은 별이 초신성 폭발로 끝을 맞이하거나 외피층이 완전히 벗겨져 나가 울프-레이에별이 되기 전까지 꽤나 안정적이고 꾸준하게 광도가 증가한다. 초기질량이 약 40 M☉ 이상인 별은 간단하게 광도가 너무 크기 때문에 안정적이고 거대한 대기가 발달할 수 없게 되면서 적색극대거성이 되기에 충분한 온도로 차가워질 수 없다. 매우 무거운 별, 그 중에서도 특히 빠르게 회전하고 강한 대류를 일으키는 별은 앞의 단계를 생략하고 바로 울프-레이에 단계로 들어설 수 있다.
이는 극대거성이 위치한 HR 도표의 꼭대기의 별들이 주계열에서 큰 질량을 유지한 채로 새로이 진화했거나, 훨씬 더 진화하여 초기질량의 상당 부분을 잃은 후기의 적색극대거성임을 의미하고, 이런 천체들은 광도와 온도에 근거하여 간단하게 구별해낼 수 없다. 상당 부분의 수소가 남은 큰 질량의 별은 안정적인데 비해, 상당 부분이 중원소인 작은 질량의 늙은 별은 중력이 감소하고 복사압이 커지면서 안정적이지 못한 대기를 가지고 있다. 이들은 에딩턴 한계 근처에 있으면서 빠르게 질량을 잃고 있는 극대거성일 것으로 여겨진다.
황색극대거성은 일반적으로 이미 대기와 수소를 대부분 손실한 후기-적색초거성일 것으로 여겨진다. 이와 거의 같은 광도에 좀 더 안정적인 큰 질량의 황색초거성도 있는데, 적색초거성 단계로 진화하고 있는 것으로 여겨진다. 그러나 이는 도표에서 빠르게 이동할 것으로 예측되기 때문에 드물다. 황색극대거성은 후기 적색초거성이기 때문에, 광도에 대해 약 500,000 ~ 750,000 L☉ 정도로 꽤나 엄격한 최대 한계가 있으나 청색극대거성은 때때로 수백만 L☉로 이르기 때문에 훨씬 더 밝다.
거의 모든 극대거성은 내부 구조의 불안정성 때문에 시간에 따른 광도의 변화를 보인다. 그러나 이 변화는 밝은청색변광성(LBV)과 황색극대거성이 발견되는 두 개의 불안정대 영역을 제외하고는 작은 편이다. 질량이 크기 때문에 극대거성의 수명은 천문학적 시간규모에서는 짧은데, 수명이 100억 년인 태양과 같은 별들에 비해서 고작 수백만 년이다. 극대거성은 별형성영역 중 가장 크고 밀집한 영역에서만 만들어지며, 짧은 수명 때문에 이웃 은하에서도 발견될 만큼 극단적으로 밝음에도 불구하고 소수만이 알려져 있다.

## 안정성

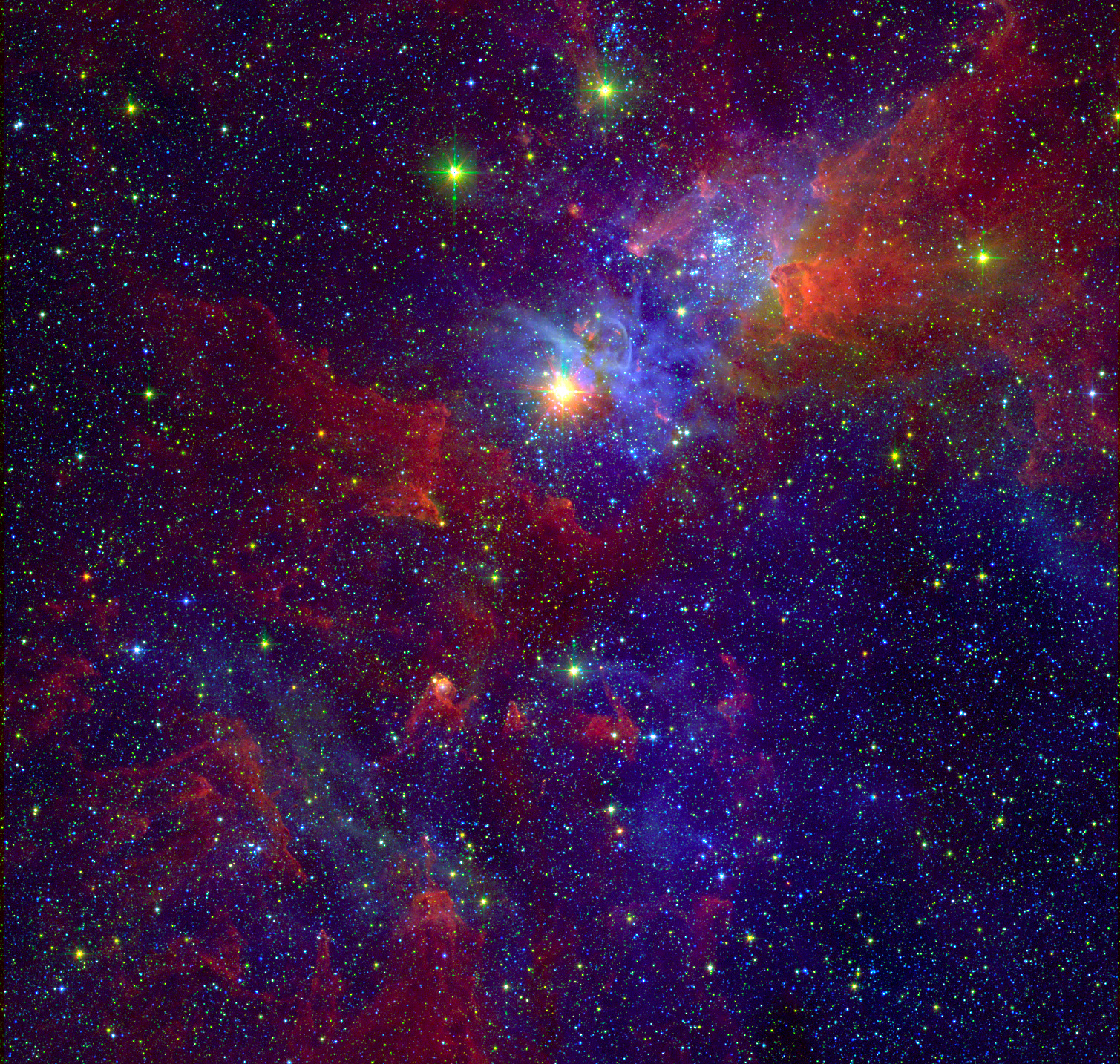
용골자리 대성운, 용골자리 에타를 둘러싸고 있다.

별의 질량에 따라 광도가 크게 증가하면서, 극대거성의 광도는 보통 별을 팽창시키는 복사압과 별을 수축시키는 중력에 의한 압력이 동일할 때의 광도인 에딩턴 한계에 매우 가깝게 위치한다. 이는 극대거성의 광구를 거쳐가는 복사속이 광구를 날려버리기에 충분할 정도로 강함을 의미한다. 에딩턴 한계를 넘어서면, 별은 자신의 외곽층을 강렬한 폭발로 산산조각 내어 날려버릴 정도의 엄청난 복사를 발생시킨다. 에딩턴 광도는 사실상 높은 광도에서 별이 오랜 기간동안 빛을 발하도록 제한한다.
연속체(continuum-driven) 항성풍을 일으키는 좋은 후보로는 관측된 별 중에서 가장 무거운 별 중 하나인 용골자리 에타가 있다. 추정되는 질량은 130 태양질량이고 태양의 4백만 배에 해당하는 광도를 지니고 있기 때문에 천체물리학자들은 용골자리 에타가 가끔씩 에딩턴 한계에 이를 수 있다고 추측하고 있다. 현재 항성풍에 의한 질량손실률보다 훨씬 큰 질량손실률에 이른, 가장 최근에 일어난 일련의 폭발은 1840~1860년 대에 관측되었다.
별빛의 흡수에 의해 엄청나게 많은 수의 좁은 스펙트럼 선이 만들어지는 선(line-driven) 항성풍과는 달리, 연속체 형성은 광구에서 "금속" 원자(적은 수의 선을 가진 수소와 헬륨 외의 원자)의 존재를 필요로 하지 않는다. 이것은 매우 무거운 별이 금속함량과 상관 없이 연속체 형성이 이루어짐을 의미하는, 금속부족별이기도 하기 때문에 중요하다. 동일한 선상의 추리로, 연속체 형성은 대폭발 직후에 형성되어 어떠한 금속도 포함하지 않는 첫세대 별의 상한 질량에도 기여한다.
강력한 폭발을 설명하는 또다른 이론으로는, 예를 들면 용골자리 에타를 별의 외곽층이 산산조각 나는 유체역학적 폭발로 놓고 보는 가설이 있다. 이 가설로는 별의 광도가 에딩턴 한계 아래에 있더라도 내부층의 불충분한 열대류로 인해 밀도역전(density inversion)이 일어나 잠정적으로 강력한 폭발이 일어나게 된다. 그러나 이 이론은 조사된 적이 없고 실제로 일어날 수 있는 일인지도 불확실하다.
극대거성과 연관된 또다른 이론으로는 별의 진짜 표면이 아니라 사실은 항성풍으로 형성된 구형의 광학적으로 밀한 표면인 가짜 광구(pseudo-photosphere)의 존재 가능성이다. 그러한 가짜 광구는 내부의 표면보다 상당히 차갑다. 이는 대략적으로 같은 온도와 차가운 온도에서의 "잃어버린" 중간 광도의 LBV 및 황색 극대거성의 존재에 대한 설명으로 가설화되어 왔다. 황색 극대거성은 실제로 가짜 광구를 가지고 있어 겉보기에 낮은 온도로 보이는 LBV이다.

## Ofpe, WNL, LBV, 다른 초거성과의 관계
극대거성은 큰 광도, 큰 질량의 별들이 HR 도표의 같거나 또는 유사한 영역에서 서로 다른 분류의 별들로 진화한 것이다. 분류의 차이는 별의 초기 조건의 차이, 진화 경로에서의 단계 차이, 또는 그냥 관측에 따른 인위적인 차이를 의미하는 것인지는 명확하지 않다. 모형은 많은 영역의 일치가 존재하긴 하지만 그것들이 상세하게 다름을 밝혀준다. 그러한 차이의 일부는 서로 다른 유형의 별들이 다른 기준 및 다른 목적에 기반하여 진화해 왔기 때문에, 그러한 별들 사이의 관계 또는 차이를 밝혀낼 필요는 없다.
대부분의 초거성이 동일한 온도에서 극대거성보다 광도가 낮긴 해도, 소수는 동일한 광도 범위에 놓여 있다. 평범한 초거성은 극대거성이 빠르게 질량을 손실하고 있음을 암시하는, 강한 수소 방출 및 선폭증대된 스펙트럼선이 없다. 낮은 질량의 초거성은 적색초거성 단계에서 되돌아가지 않고 초신성 폭발을 일으키거나 백색왜성으로 남게 된다.
밝은 청색변광성은 특유의 스펙트럼 변화를 나타내는 매우 밝고 뜨거운 별의 한 유형이다. 이들은 "조용한" 영역에 위치해 있다. 뜨거운 별일수록 일반적으로 더 밝아지지만, 주기적으로 엄청난 표면 분출을 겪으면서 거의 같은 온도, 약 8,000K의 모든 광도의 별이 있는 좁은 영역으로 이동한다. 이 "활발한" 영역은 황색극대거성이 발견될 수 있는 불안정대의 뜨거운 가장자리 근처에 있으며, 일부는 그 영역과 겹치기도 한다. 황색극대거성이 불안정대를 지나 LBV가 될 것인지, 초신성 폭발을 일으킬 것인지는 명확하지 않다.
청색극대거성은 HR 다이어그램에서 LBV와 동일한 부분에서 발견된다. 그러나 꼭 LBV와 같은 변광을 보여주지는 않는다. 일부 LBV는 적어도 가끔씩 극대거성의 스펙트럼 특징을 보여주지만, 많은 연구원들은 모든 LBV를 극대거성의 분류에서 제외하여 별개로 취급한다. LBV의 특징을 보여주지 않는 청색극대거성은 LBV의 원형이 될 수도 있고, 그 반대이거나 두 경우 모두 그럴 수도 있다. 낮은 질량의 LBV는 차가운 극대거성에서의 하나의 진화 단계일 수도 있고, 아니면 서로 다른 종류의 천체일 것이다.
울프-레이에 별은 외곽층을 크게, 아니면 전부 잃은 극단적으로 뜨거운 별이다. WNL은 스펙트럼이 질소를 가장 큰 특징으로 하는 만기 단계의(즉 차가운) 울프-레이에 별을 의미하는데 사용되는 용어이다. 이들은 일반적으로 극대거성이 충분히 질량을 잃은 후에 이른 단계라고 추측되긴 하지만, 수소가 풍부한 WNL 별들은 실제로 청색극대거성 또는 LBV의 원형일 가능성이 있다. 또 이들은 무거운 주계열성과 극대거성 또는 LBV 사이의 중간 단계일 수도 있는 Ofpe(O형 스펙트럼에 H, He, N 방출선, 특이성) 및 WN9(가장 차가운 질소 울프-레이에 별)형 별과 밀접하게 연관되어 있다. 조용한 LBV는 WNL 스펙트럼 및 겉보기 Ofpe/WNL 별들이 청색극대거성의 스펙트럼을 보여주는 것으로 변화하면서 관측되어 왔다. 빠른 자전속도는 무거운 별이 자신의 대기를 빠르게 날려버리는 것을 야기하고, 주계열성에서 초거성으로의 전이를 막는다. 그래서 별은 곧바로 울프-레이에 별이 된다. 울프-레이에 별, 슬래시 별, 차가운 슬래시 별(WN10/11), Ofpe 별, Of+ 별, Of* 별은 극대거성으로 간주되지 않는다. 이들은 밝고 보통 강한 방출선을 가지고 있긴 하지만, 특유의 스펙트럼을 가지고 있다.

## 알려진 극대거성
극대거성은 희귀하기 때문에 연구가 매우 어렵다. 많은 극대거성들은 매우 가변적인 스펙트럼을 가지고 있다. 그러나 여기서는 큰 스펙트럼 유형에 따라 분류한다.

### 밝은 청색변광성
밝은 청색변광성 일부는 적어도 변광 주기의 일정 기간 동안 극대거성으로 분류되기도 한다.
- HD 269700[7][10] - LMC의 R116
- HD 6884[11] - (SMC의 R40)
- LBV 1806-20 - 우리은하에서 태양 반대편에 위치한 1806-20 성단에 있다.
- 궁수자리 V4029
- 백조자리 P - 북반구 별자리인 백조자리에 있다. LBV 특유의 스펙트럼선 분류의 원형별이다.
- 용골자리 에타 - 남반구 별자리인 용골자리의 용골자리 성운 (NGC 3372) 안쪽에 있다. 용골자리 에타는 태양의 질량의 120 ~ 150배 정도로 극단적으로 무거우며, 400만 배에서 500만 배만큼 밝다. LBV와는 다른 유형의 천체이거나 LBV의 극단적인 예일 수도 있다.
- 전갈자리 V905
- 피스톨별 (궁수자리 V4627) - 궁수자리에 있는 우리은하 중심부 근처에 있다. 권총 별은 태양보다 25배 만큼 무겁고, 330만 배 밝다. LBV 후보로 간주되고 있지만, 변광특성은 확인된 적이 없다.
- 황새치자리 S - 남반구 별자리인 황새치자리에 위치해 있는 가까운 은하인 대마젤란 은하에 있다. 원형 변광성인 LBV들은 아직도 종종 황새치자리 S형 변광성으로 불린다.

### 청색극대거성

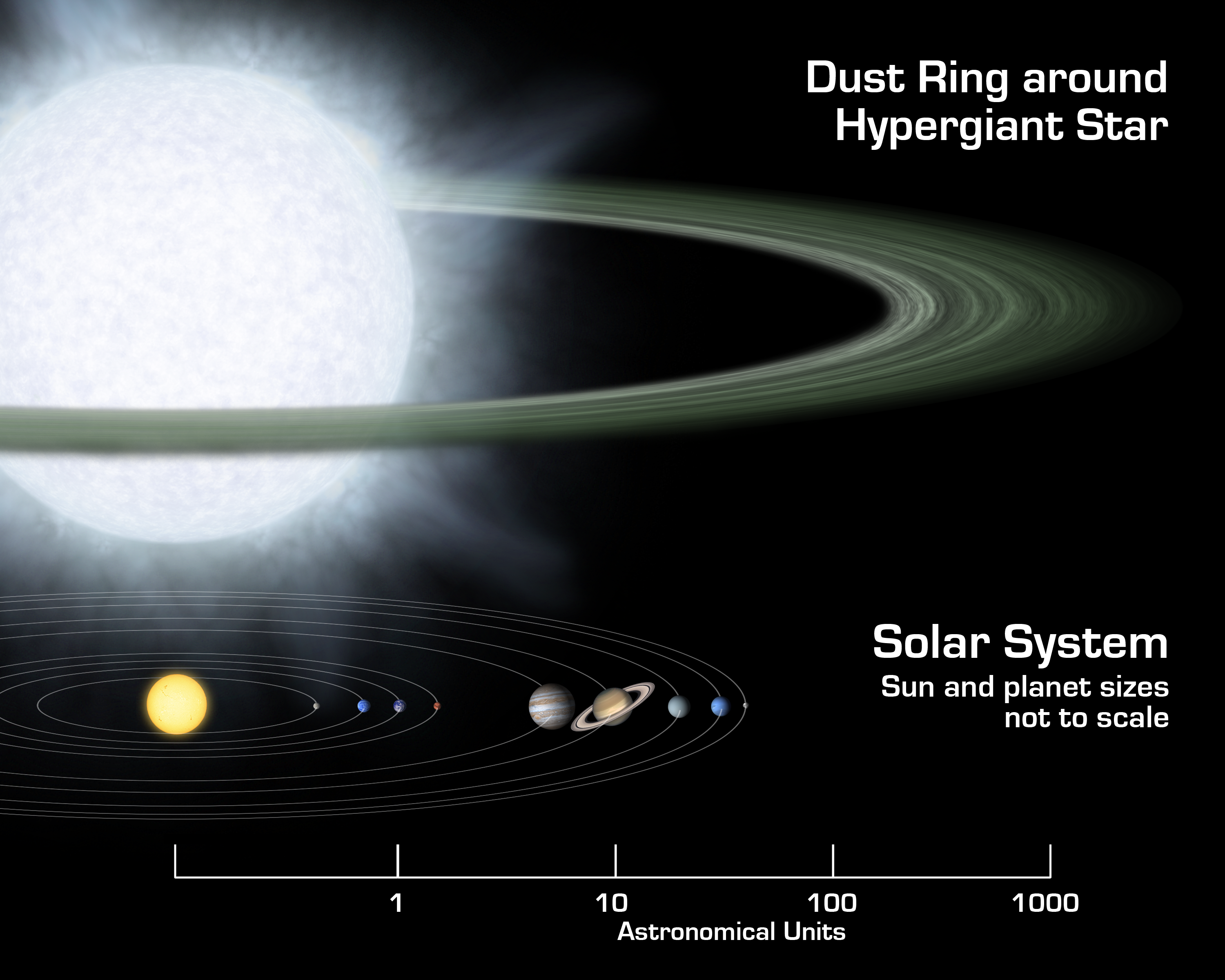
태양계와 비교한 극대거성과 극대거성의 원시행성원반.

일반적으로 B형이며 만기 O형이나 초기 A형인 경우도 있다:
- 남십자자리 BP (Wray 977 또는 GX 301-2) - 쌍성으로 동반성은 펄서다.[12]
- 백조자리 OB2-12[12][a]
- HD 32034[13]- (LMC에 존재하는 R62)
- HD 37974[14] - (LMC에 존재하는 R126)
- HD 80077, LBV 후보[12]
- HD 268835 - (LMC에 존재하는 R66)
- HD 269781[13] - (LMC에 존재)
- HD 269661[13] - (LMC에 존재하는 R111)
- HD 269604[13] - (LMC에 존재)
- HDE 269128 (SMC에 존재하는 R81) - LBV 후보, 식쌍성계다.[15]
- 화살자리 HT[12]
- 방패자리 V430[12]
- 방패자리 V452 - LBV 후보[16]
- 독수리자리 V1429 (MWC 314) - 초거성 동반성이 존재하는 LBV 후보다.
- 백조자리 V1768[12]
- 백조자리 V2140[12]
- 궁수자리 V4030
- 카시오페아자리 6
- 전갈자리 제타1[b]

은하중심 영역:
- 별 13 - O형, LBV 후보
- 별 18 - O형, LBV 후보

웨스터룬드 1의 별
- W5 - (볼프-레이에별의 가능성 존재)
- W7
- W13 - (쌍성?)
- W33
- W42a

### 황색극대거성

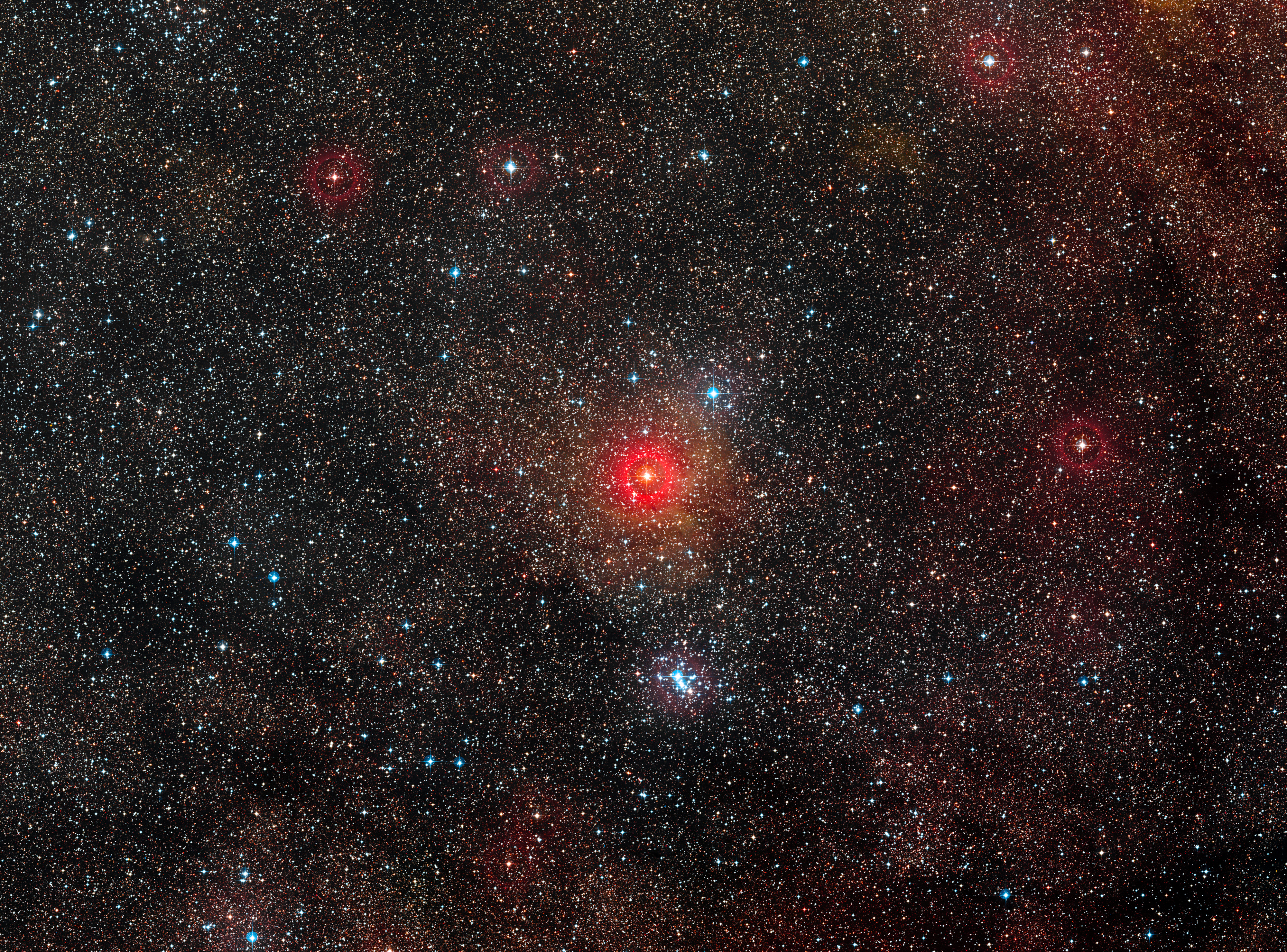
사진 중앙의 별이 황색극대거성 HR 5171이다.

황색극대거성은 만기 A형 ~ K형 스펙트럼을 가지고 있다.
- 카시오페이아자리 로 - 북반구 별자리인 카시오페이아자리에 위치해 있다. 태양보다 약 500,000배 밝다.

- 카시오페이아자리 V509

- HD 33579 - LMC에 위치

- IRC+10420 (독수리자리 V1302)

- IRAS 18357-0604[20]

- HD 7583 - SMC의 R45

- 센타우루스자리 V766 (HR 5171A)[21]

- 독수리자리 V1427 - 오히려 후기 AGB별에 가깝다.[22]

- IRAS 17163-3907[23][24]

- 용골자리 V382

- 변광성 A - M33에 위치.

- HD 268757[14] - LMC의 R59

웨스터룬드 1 성단의 별
- W4
- W8a
- W12a
- W16a
- W32
- W265

추가로 최근에 적어도 두 개의 후보가 방패자리 적색초거성 성단에서 발견되었는데, RSGC1의 F15와 F13 그리고 RSGC2의 별 49이 있다.

### 적색극대거성

태양과 가장 큰 별 중 하나인 큰개자리 VY의 크기 비교.

M형 스펙트럼을 띠고 있으며, 발견된 별들 중 가장 크다.
- 백조자리 NML

- WOH G64

- 궁수자리 VX

- 세페우스자리 VV

- 페르세우스자리 S

- 세페우스자리 RW

- 큰개자리 VY

- 방패자리 UY

한 탐사가 사실상 마젤란운의 모든 적색 극대거성을 촬영하여 Mv -7등급보다 밝은 약 12개의 M형 별을 발견하였다. 이들은 태양보다 약 25만 배 밝고, 반지름이 약 1,000배 이상이다.

## 같이 보기
- 질량이 큰 항성 목록
- 극초신성